# Gare de Venerque – Le Vernet
Gare de Venerque - Le Vernet – przystanek kolejowy w Vernet, w departamencie Górna Garonna, w regionie Oksytania, we Francji.
Został otwarty w 1861 przez Compagnie des chemins de fer du Midi et du Canal latéral à la Garonne. Jest przystankiem kolejowym Société nationale des chemins de fer français (SNCF), obsługiwanym przez pociągi TER Midi-Pyrénées.

## Położenie
Znajduje się na wysokości 168 m n.p.m., na km 22,966 linii Portet-Saint-Simon – Puigcerda, pomiędzy stacjami Pins-Justaret i Auterive.